# 203
203是202與204之間的自然數。

## 在數學中
- 合數，正因數有1、7、29和203。
質因數分解為{\displaystyle 7\times 29}。
- 虧數，真因數和為37，虧度為166。
- 不尋常數，大於平方根的質因數為29。
- 第65個半質數。前一個為202、下一個為205。
- 無平方數因數的數。
- 第96個十进制的等數位數。前一個為201、下一個為205。
- 第65個半素数。
- 第6個貝爾數，6個元素的集合有203種不同的劃分方法。
- 第33個快樂數。